# Frane Nonković
Franjo "Frane" Nonković, född 25 april 1935 i Metković, död 5 september 2023, var en jugoslavisk vattenpolospelare. Han tog OS-silver 1964 med Jugoslaviens landslag.
Nonković spelade fyra matcher i den olympiska vattenpoloturneringen i Tokyo där Jugoslavien tog silver. Hans klubblag var VK Primorje.